# Tomáš Gec
Tomáš Gec (* 20. dubna 1972 Dačice) je český manažer a specialista na IT v knihovnách.
Je členem kolegia děkana na Fakultě sociálních věd Univerzity Karlovy v Praze, kde v letech 2016 až 2018 působil i na pozici tajemníka fakulty. Zabýval se digitalizací knihovních fondů a investičními projekty spojeným s rozvojem celých areálů. V letech 2009–2014 byl ředitelem Moravské zemské knihovny. V roce 2021 byl jmenován členem Garanční rady Národní knihovny.

## Život
Tomáš Gec se narodil v Dačicích, od roku 1990 žil v Brně. Magisterské studium absolvoval na Filozofické fakultě Masarykovy univerzity v oboru Vědecké informace – knihovnictví. 
Svou pracovní kariéru Tomáš Gec začínal v Brně v Knihovně Jiřího Mahena. V letech 2002–2006 působil jako ředitel Krajské knihovny Vysočiny v Havlíčkově Brodě. V roce 2007 nastoupil do Studijního a informačního střediska Veterinární a farmaceutické univerzity v Brně jako jeho vedoucí. V roce 2009 byl jmenován na základě konkurzu ministrem kultury Václavem Jedličkou ředitelem Moravské zemské knihovny v Brně. V roce 2014 zahájil působení na Fakultě sociálních věd UK, nejdříve jako projektový manažer, následně byl jmenován tajemníkem fakulty (2016–2018) a po návratu v roce 2021 působil jako člen kolegia děkana a projektový manažer pro projekt rekonstrukce sídla fakulty a dostavby budovy knihovny v areálu Jinonice (v hodnotě cca 900 mil. Kč). V mezidobí pracoval jako ekonomický náměstek Národního zemědělského muzea, odpovědný za realizaci investičních projektů IROP (vybudování nové pobočky NZM v Ostravě v areálu Dolní oblasti Vítkovic a nového provozně nízkonákladového depozitáře NZM v Čáslavi). 
Byl předsedou sekce Sdružení knihoven ČR (SDRUK) pro IT v letech 2009–2014. V této pozici se věnoval především oblasti digitalizace v knihovnách. V rámci projektu Národní digitální knihovna (financovaného z IOPu) inicioval zapojení krajských knihoven v rámci krajských projektů digitalizace, a to především vytvořením společných standardů pro digitalizaci ve spolupráci Národní knihovny ČR a MZK a typového projektu  (zadal kraj Vysočina v součinnosti s Komisí Rady AKČR pro IT). V rámci působení v Moravské zemské knihovně se kromě zahájení hromadné digitalizace a soustředil na otevření novostavby Moravské zemské knihovny pro širokou veřejnost. Spoluautor Národní koncepce dlouhodobé ochrany digitálních dat v knihovnách (2016). Člen pracovní skupiny CESNETu k rozpracování konceptu certifikovaného digitálního archivu za UK (2016–2018).
Působil jako člen několika poradních orgánů, byl členem Rady Slezského zemského muzea (2010–2014) a členem redakční rady recenzovaného periodika Knihovna (2006–2020, vydavatel Národní knihovna ČR). Od r. 2010 je členem Ústřední knihovnické rady MK ČR (garant priority č. 2 – problematika dlouhodobého uchování digitálních dat 2010–2018), od r. 2021 členem Garanční rady Národní knihovny ČR. 
Na Filosofické-přírodovědecké fakultě Slezské univerzity v Opavě působil na Ústavu bohemistiky a knihovnictví v letech 2006–2007 a 2012–2013 (přednášky v oblasti on-line služeb knihoven a digitalizace).

### Ocenění
MZK v Brně – Knihovna roku v kategorii informační počin v poskytování veřejných knihovnických a informačních služeb 2011: Hlavní cena za projekt TEMAP – on-line zpřístupnění Mollovy sbírky a dlouhodobý rozvoj nástrojů pro prezentaci starých map.